# Betty la fea
Betty la fea (Yo soy Betty, la fea) è una telenovela colombiana trasmessa in prima visione originale su RCN Televisión tra il 1999 e il 2001.
Nel 2010 è entrata nel Guinness World Record per essere stata trasmessa in oltre 100 paesi e tradotta in 15 lingue, oltre ad aver ispirato 22 adattamenti, tra cui la serie televisiva statunitense Ugly Betty.
Nel 2019 Telemundo ha prodotto e trasmesso la seconda versione statunitense della telenovela intitolata Betty en NY.
Nel luglio 2023 è stato annunciato che Amazon Prime Video ne ha ordinato una seconda serie sequel. La serie, intitolata Betty la fea - La storia continua (Betty, la fea: la historia continúa), è stata presentata in anteprima il 19 luglio 2024.

## Distribuzione
La telenovela, ideata da Fernando Gaitán e diretta da Mario Ribero, è composta da 169 puntate ed è stata trasmessa in Colombia in un formato di 335 puntate dalla durata di mezz'ora, mentre la versione internazionale è in un formato di 169 dalla durata di 45 minuti circa; la RCN Televisión, per evitare di far perdere ai telespettatori un solo episodio, decise di trasmetterla anche in radio. La trasmissione originale della telenovela è avvenuta dall'25 ottobre 1999 all'8 maggio 2001.
La telenovela è stata esportata in tutti i paesi latinoamericani e in alcuni paesi europei; in Italia è stata trasmessa per la prima volta sul canale satellitare Happy Channel, di proprietà Mediaset, e subito dopo anche da numerose emittenti regionali italiane che acquistarono i diritti per la trasmissione terrestre, tra le quali Teleroma 56, Telenorba (che produsse un'intervista agli attori protagonisti della serie), TV Centro Marche, Videocalabria e Antenna Sicilia; successivamente, anche l'emittente satellitare Lady Channel trasmise la serie, mentre a livello nazionale è stata diffusa, in Italia, tra il 2012 e il 2013 su Vero Capri, mentre dal 17 giugno 2013, in seguito all'acquisizione dei diritti da parte della Rai, venne riproposta dal canale tematico Rai Premium.
La telenovela è stata diffusa con il titolo italiano Betty la... cozza solamente nella sua diffusione a pagamento su Happy Channel; in tutte le altre ritrasmissioni, il titolo dell'edizione italiana era Betty la fea, più fedele all'originale.
Il successo della serie originale colombiana, che è valso numerosi premi sia alla stessa serie che agli attori principali, ha dato origine a numerosi adattamenti realizzati in altri paesi (Messico, Brasile, India, Israele, Germania, Grecia, Paesi Bassi, Spagna e Stati Uniti d'America). Proprio da questa serie è stato tratto il suo più celebre adattamento, Ugly Betty. Grazie a questi numerosi rifacimenti, l'opera è entrata nel Guinness World Record nel 2010 come "la telenovela di maggior successo di tutti i tempi".

## Personaggi e interpreti
Protagonisti
- Ana María Orozco: Beatrice (Beatriz) "Betty" Pinzón Solano in Mendoza, ragazza sensibile e colta, costretta ad accettare un impiego ben al di sotto delle sue capacità per via del suo aspetto poco attraente
- Jorge Enrique Abello: Armando Mendoza Sáenz, dongiovanni, isterico e maniacale, capace però di ravvisare in Betty un grande potenziale. Si innamoreranno nel corso della storia.

Rivali e nemici di Betty
- Natalia Ramírez: Marcella (Marcela) Valencia - ex fidanzata di Armando, elegante e raffinata, ostacolerà l'ascesa di Betty per poi rimanerne particolarmente ferita. Lascerà l'azienda alla fine della serie.
- Lorna Paz: Patrizia (Patricia) Fernández "la bionda finta" - amica di Marcella, Bionda, occhi azzurri e dalla bellezza ineccepibile ma altezzosa ed incompetente in ambito finanziario. Nemesi di Betty e della "banda delle racchie".
- Julián Arango: Ugo (Hugo) Lombardi - stilista dell'Ecomoda
- Luís Mesa: Daniele (Daniel) Valencia - fratello di Marcella e nemico di Armando

La banda delle racchie
- Dora Cadavid: Inés Peña de Gómez - la veterana
- Luces Velásquez: Bertha (Berta) Muñoz de González - la cicciona
- Marcela Posada: Sandra Patiño - la giraffa zitellona
- Stefanía Gómez: Annamaria (Aura Maria) Fuentes in Contreras - la pettorona
- Paula Peña: Sofía de Rodríguez - la divorziata
- María Eugenia Arboleda: Mariana Valdez - la sciamana nera

I più legati a Betty
- Mario Duarte: Nicola (Nicolàs) Mora - il suo miglior amico
- Jorge Herrera: Hermes Pinzón Galarza - suo padre
- Adriana Franco: Giulia (Julia) Solano Galindo in Pinzón - sua madre

I più legati ad Armando
- Ricardo Vélez: Mario Calderón - il suo miglior amico
- Kepa Amuchastegui: Roberto Mendosa - suo padre
- Talú Quintero: Margherita (Margarita) Sáenz in Mendosa - sua madre

Il resto dell'Ecomoda
- Alberto León Jaramillo: Saúl Gutiérrez - direttore del personale
- Martha Isabel Bolaños: Jenny Garcia "la promoter" - modella e nuova moglie dell'ex marito di Sofia
- Julio César Herrera: Freddy Stewart Contreras - fattorino dell'Ecomoda
- David Ramírez: Wilson Zastoque - portinaio dell'Ecomoda
- Paulo Sánchez Neira: Ingegner Ortiz - tecnico informatico

Nella telenovela comparvero molti personaggi molto popolari tra i telespettatori colombiani che interpretavano sé stessi. Innanzitutto Mario Duarte, un famoso cantante rock e attore colombiano che interpreta uno dei coprotagonisti, Nicola Mora, il miglior amico di Betty, e in un episodio brevemente anche se stesso (in una sfilata all'Ecomoda, dove canta un suo brano). Tra le guest star vi furono anche la modella Adriana Arboleda, il cantante Franco De Vita, la conduttrice cilena Cecilia Bolocco, e molti altri personaggi della televisione e della moda colombiana.

## Trama
Beatrice Pinzon Solano è una ragazza molto intelligente, laureata con il massimo dei voti in Economia e soprannominata, dai ragazzi del suo quartiere, "la cozza" per la sua scarsa avvenenza. Dopo molti colloqui, Betty trova lavoro come segretaria del presidente presso l'azienda di moda "Ecomoda". Qui incontra le sue nuove migliori amiche: la banda delle racchie, composta da Anna Maria, Berta, Ines, Sofia, Sandra, Mariana ed il fattorino Freddy.
La vita non è semplice all'interno dell'azienda: all'inizio, Betty viene presa in giro dal consiglio direttivo a causa del suo aspetto. L'unico a prendere le sue difese è il suo capo, Armando Mendoza, che capisce ben presto le doti professionali di Beatrice. Armando è un imperterrito dongiovanni, in procinto di sposarsi con la sua fidanzata storica: Marcella Valencia. La miglior amica di Marcella, Patrizia Fernandez, donna bellissima quanto snob e con enormi problemi economici, costretta a fare assieme a Betty il lavoro di segretaria del presidente, diventerà ben presto la sua peggior nemica rendendola bersaglio dei suoi intrighi.
Le vicende tragicomiche si svolgono per la maggior parte all'interno dell'azienda, dove tra l'altro Betty aiuta il suo capo falsificando anche il resoconto. Armando e il suo fidato amico Mario decidono di far sedurre Betty da Armando: infatti lei ne è perdutamente innamorata, ma in seguito Armando si innamorerà di Betty.
Ad aggiungere un pizzico di pepe alla storia, ci pensano il famoso stilista Ugo Lombardi, grandissimo rivale delle racchie, e Daniele Valencia, fratello di Marcella, che non è stato eletto presidente a causa di Marcella che ha dato il suo voto a favore di Armando e per questo lo odia.
Betty abita ancora a casa con i genitori, Giulia e Hermes, che la trattano ancora come una bambina. Il padre infatti, non riesce a capacitarsi del fatto che la figlia sia ormai adulta e vorrebbe proteggerla come se fosse ancora la sua bambina, per questo le impedisce di uscire con i ragazzi. L'unico uomo che ha il permesso di entrare in casa, è l'amico d'infanzia di Betty, Nicola Mora, un ragazzo poco attraente ma molto simpatico.
Personaggio fondamentale per la rivalsa di Betty, è Caterina Angel, che l'aiuterà a migliorare la sua immagine e a credere in sé stessa a Cartagena, dove per la prima volta Betty si troverà davanti ad un pretendente molto attraente, Michel. Tra mille vicissitudini, Betty e Armando riusciranno a coronare la loro storia d'amore.

## Opere derivate

### Adattamento teatrale
Nel 2017 è stato realizzato un adattamento teatrale della telenovela, nel quale i medesimi attori hanno proposto la storia originale al teatro de Bellas Artes di Bogotà, dal 30 marzo al 28 maggio.

### Opere audiovisive basate sul format
| Nazione               | Nome                   | Traduzione                       | Formato          | Anno | Protagonista                    | Attrice                 | Canale televisivo | Episodi | Stagioni |
| --------------------- | ---------------------- | -------------------------------- | ---------------- | ---- | ------------------------------- | ----------------------- | ----------------- | ------- | -------- |
| India                 | Jassi Jaissi Koi Nahin | Non c'è nessuno come Jassi       | telenovela       | 2003 | Jasmeet "Jassi" Walia           | Mona Singh              | SET               | 548     | 1        |
| Israele               | Esti Ha'mechoeret      |                                  |                  | 2003 |                                 | Riki Blich              |                   |         | 1        |
| Turchia               | Sensiz Olmuyor         | Non voglio lavorare insieme a te | telenovela       | 2005 | Gönül Üstünsoy                  | Özlem Conker, Yeliz Şar | Show TV, Kanal D  | 180     | 1        |
| Russia                | Не родись красивой     | Non nascere bella                | telenovela       | 2005 | Katya                           | Nelly Uvarova           | STS               | 200     | 2        |
| Germania              | Verliebt in Berlin     | Innamorata a Berlino             | telenovela       | 2005 | Elisabeth "Lisa" Plenske        | Alexandra Neldel        | Sat.1             | 645     | 2        |
| Messico               | La fea más bella       | La brutta più bella              | telenovela       | 2006 | Leticia "Lety" Padilla Solis    | Angélica Vale           | Televisa          | 302     | 2        |
| Paesi Bassi           | Lotte                  | Lotte (nome della protagonista)  | telenovela       | 2006 | Lotte Pronk                     | Nyncke Beekhuyzen       | Tien              | 82      | 2        |
| Spagna                | Yo soy Bea             | Io sono Bea                      | telenovela       | 2006 | Beatriz "Bea" Pérez Pinzón      | Ruth Nuñez              | Telecinco         | 773     | 3        |
| Stati Uniti d'America | Ugly Betty             | Betty la brutta                  | serie televisiva | 2006 | Betty Suarez                    | America Ferrera         | ABC               | 85      | 4        |
| Grecia                | Μαρία η άσχημη         | Maria la brutta                  | telenovela       | 2007 | Maria Papasotiriou              | Aggeliki Daliani        | Mega Channel      | 302     | 2        |
| Belgio                | Sara                   | Sara (nome della protagonista)   | telenovela       | 2007 | Sara de Roose                   | Veerle Baetens          | Vtm               | 200     | 1        |
| Croazia / Serbia      | Ne daj se, Nina        | Non rinunciare, Nina             | telenovela       | 2007 | Nina Brlek                      | Lana Gojak              | RTL, Fox          | 52      | 1        |
| Vietnam               | Cô gái xấu xí          | La ragazza brutta                | telenovela       | 2008 | Hoàng Hoa Huyền Diệu            | Ngọc Hiệp               | VTV3              |         |          |
| Repubblica Ceca       | Ošklivka Katka         | Katka la brutta                  | telenovela       | 2008 | Kateřina "Katka" Bertoldová     | Kateřina Janečková      | TV Prima          | 338     | 2        |
| Filippine             | I Love Betty La Fea    | Io amo Betty la brutta           | telenovela       | 2008 | Beatrice "Betty" Solano Pengson | Bea Alonzo              | ABS-CBN           | 163     | 1        |
| Cina                  | Chou Nü Wu Di          | Wu Di la brutta                  | telenovela       | 2008 | Lin Wu Di                       | Li Xin Ru               | Hunan TV          | 400     | 5        |
| Polonia               | BrzydUla               | Ula la brutta                    | telenovela       | 2008 | Urszula "Ula" Cieplak           | Julia Kamińska          | TVN               | 235     | 2        |
| Brasile               | Bela, a Feia           | Bela la brutta                   | telenovela       | 2009 | Anabela "Bela" Palhares         | Gisele Itié             | Rede Record       | 217     | 1        |
| Georgia               | გოგონა გარეუბნიდან     | Una ragazza dalla periferia      | serie televisiva | 2010 | Tamuna Chelidze                 | Tina Makharadze         | Imedi TV          |         |          |

### Altre opere audiovisive
- Ecomoda
Dopo la conclusione di Betty la fea, è stato realizzato anche un seguito dal titolo Ecomoda.
- El amor no es como lo pintan
El amor non es como lo pintan è una telenovela messicana prodotta da TV Azteca, liberamente ispirata a Betty la fea. Tale serie racconta di Alicia, una giovane donna che ha iniziato a lavorare in una prestigiosa agenzia pubblicitaria. Questa donna ha un difetto: quello di essere brutta. Alicia inizia ad avere una relazione online con Cesar Segovia, un aspirante regista cinematografico, ma la donna ha paura di mettere una sua foto a causa della sua bruttezza. Ma Alicia non sa che in realtà Cesar è il figlio di Rolando Segovia, il proprietario dell'agenzia pubblicitaria dove lavora; Rolando e Cesar avevano litigato perché il padre non voleva che il figlio facesse il regista. Questa telenovela ebbe a sua volta vari adattamenti, come Tudo por amor, telenovela portoghese prodotta da Televisão Independente; Esti Ha'mechoeret, telenovela israeliana che all'inizio si ispirò a Betty la fea, ma poiché fu perseguita legalmente da RCN Televisión (canale che aveva prodotto l'edizione originale di Betty) per motivi di copyright, ne fu modificata la trama e si ispirò a El amor no es como lo pintan. Un altro adattamento è anche la telenovela russa Lyubov-ne to, chto kazhetsya, prodotta da STS, la stessa rete televisiva che fece il remake russo di Betty la fea.
- Dolce Valentina
Dolce Valentina è una telenovela venezuelana prodotta da RCTV che racconta di Valentina, una ragazza in sovrappeso innamorata del cugino Roberto. A sua volta questa telenovela ebbe vari remake, come la telenovela indiana Dekho Magar Pyaar Se, la telenovela malese Manjalara, e la telenovela messicana prodotta da Televisa Llena de amor.